# Hartai Győző Sándor
Hartai Győző Sándor (Budapest, 1977. szeptember 20. –) magyar ügyvéd, egyetemi oktató.

## Életrajz
A Pázmány Péter Katolikus Egyetem Jog- és Államtudományi Kar első évfolyamának volt a hallgatója, 2003-ban abszolvált az „Európai munkajog, különös tekintettel az üzemi tanács szabályozására” nevű témájával. 2007 szeptemberéig a Jog- és Államtudományi Kar Munkajogi Tanszék oktatója. Egy ideig a Jog- és Államtudományi Kar dékáni titkára is volt.
2009. november 1-jén és 2011. november 6-án részt vett a New York City Marathonon.
Gyászjelentések szerint 2014. október 23-án elhunyt. Azonban a halálát csak eljátszotta, 2015. január 8-án egy New York-i repülőtéren készült róla fotó.